# وو دی (بازیکن بسکتبال)
وو دی (انگلیسی: Wu Di؛ زادهٔ ۲۷ اکتبر ۱۹۹۳) بازیکن بسکتبال زن اهل چین است. وی در بازی‌های المپیک تابستانی ۲۰۱۶ شرکت کرده‌است.